# 肇东站
肇东站是位于中华人民共和国黑龙江省绥化市肇东市肇东镇的一座铁路车站，建于1900年，有滨洲铁路和哈齐高速铁路经过该站。现办理客运和货运业务，车站及其上下行区间均已电气化。车站距哈尔滨站63公里，隶属于中国铁路哈尔滨局集团大庆车务段，是二等站。

## 历史
1903年中东铁路肇东段建成通车，肇东设站停车。
1946年，工人们经过27个昼夜的奋战，终于抢修出了一台蒸汽机车。经过中共中央东北局批准同意，按照工人们的要求，将机车命名为“毛泽东号”。解放战争时期从肇东站开出的“毛泽东号”和“朱德号”铁路机车，为全国解放和经济建设作出了重大贡献。
为配合哈齐高速铁路建设，车站于2008年11月26日进行改扩建，2012年竣工，2015年3月1日新站房投入使用。同年8月17日，哈齐高铁建成通车。
2016年11月3日，滨洲铁路电气化工程哈尔滨至齐齐哈尔段竣工并投入使用，标志着肇东铁路全部实现电气化、高速化。
2015年以来，因哈齐高铁吸引了大量的周边市县客流，铁路发送旅客数量从2015年的日均3500人次，猛增到日均发送旅客5000—10000人次。为满足日益增长的客运需求，市政府与哈尔滨铁路局大庆车务段共同扩建、修缮了车站候车室，以及既有站场和周边的附属设施。扩建工程于2017年12月7日全部完工，新站房投入使用。

## 车站布局
扩建后的车站候车室位置由次城区改为主城区，面向正阳大街，面积由1000平方米扩大至8000平方米；新建站前广场和地下通道，使旅客出行更加方便快捷。
- 进站闸机
- 售票大厅
- 候车大厅
- 自助售票机
- 出站口

| 1F |          | 侧线                                    |
| 1F | 侧式站台 |                                         |
| 1F | 4站台    | 哈齐高速铁路 往哈尔滨方向（哈尔滨北站） |
| 1F | 通过线   | 哈齐高速铁路 上行列车通过线             |
| 1F | 通过线   | 哈齐高速铁路 下行列车通过线             |
| 1F | 3站台    | 哈齐高速铁路 往齐齐哈尔方向（安达站）   |
| 1F | 岛式站台 |                                         |
| 1F | 2站台    | 滨洲铁路 往哈尔滨方向（姜家站）         |
| 1F | 通过线   | 滨洲铁路 上行列车通过线                 |
| 1F | 通过线   | 滨洲铁路 下行列车通过线                 |
| 1F | 侧式站台 |                                         |
| 1F | 1站台    | 滨洲铁路 往满洲里方向（尚家站）         |
| 1F | 车站货场 |                                         |
| 1F | 站房内   | 进站口、出站口、候车厅、售票厅、检票口  |
| 1F | 站房外   | 公交车等候区、出租车等候区、接送区      |

## 旅客列车目的地
| 目的地地区 | 列车终到目的地 |
| ---------- | --- |
| 东北地区   | 哈尔滨站、哈尔滨西站、齐齐哈尔站、齐齐哈尔南站、牡丹江站、大庆西站、加格达奇站、吉林站、珲春站、长白山站、丹东站、大连站、大连北站 |
| 华北地区   | 北京站、天津西站 |
| 中南地区   | 郑州东站、深圳东站 |
| 华东地区   | 合肥站 |
| 西北地区   | 西宁站 |